# Janet Cooke (journalist)
Janet Cooke (født 23. juli 1954) er en amerikansk journalist, som var ansat på The Washington Post.
Cooke blev kendt/ berygtet, da hun i 1981 vant Pulitzerprisen, for at have skrevet en historie om en otte år gammel heroinmisbruger ved navn Jimmy.
Det viste sig senere historien var et falsum.
Efter afsløringen af den fabrikerede historie, blev Cooke afskediget og måtte tilbagelevere prisen.